# 빼앗긴 일요일
"빼앗긴 일요일"은 한국에서 제작된 정일몽 감독의 1962년 영화이다. 문정숙 등이 주연으로 출연하였고 김재순 등이 제작에 참여하였다.

## 출연

### 주연
- 문정숙
- 장동휘
- 황정순

## 기타
- 조명: 임영창
- 미술: 홍성칠